# Il est interdit d'interdire !
Cet article possède un paronyme, voir Interdit d'interdire.
« Il est interdit d'interdire ! », parfois présenté par erreur comme un des slogans de Mai 68, est un aphorisme lancé par l'humoriste Jean Yanne sur les ondes de RTL, en forme de boutade moqueuse, et considéré comme un polyptote par les linguistes. La date de cette boutade de Jean Yanne (1933-2003), n'est pas connue mais probablement antérieure aux événements de Mai 68.
Cet aphorisme ne figure sur aucune des affiches ou photos de ces événements. Il appartient plutôt aux « idées reçues », infondées sur le plan historique et émises dans les décennies suivantes à but polémique, sur l'importance attribuée à la sexualité dans le mouvement Mai 68. Il fait partie de la quarantaine de slogans de Mai 68 cités par Le Monde et est parfois cité, un demi-siècle plus tard, parmi ceux restés célèbres.
Pour autant, il ne figure pas dans la liste de ceux constatés sur les murs de La Sorbonne occupée, que publie Le Monde le 18 mai dans un reportage sur place.
Il ne figure pas non plus sur les quelque 415 à 600 différents modèles différents d'affiches murales, reproduisant chacune un slogan différent, éditées par les étudiants et professeurs en grève occupant l'École des beaux-arts de Paris, qui subit l'une des plus longues occupations de Mai 68, pendant 46 jours, mais aussi l'École des Arts-déco et d'autres « ateliers populaires » à Strasbourg, Montpellier, Marseille, Lyon, Grenoble, Dijon, Caen et Amiens.
« Il est interdit d'interdire n'a jamais été un slogan de manifestation » non plus, mais a servi dans les décennies suivant Mai 68 à le résumer à une formule réductrice, a estimé Edwy Plenel en 2003, à l'époque où il était directeur de la rédaction du quotidien Le Monde.
La seule photo d'époque s'en rapprochant, datée du 18 mai 1968, montre la phrase « Défense d'interdire » sur un mur où elle détourne une inscription « Défense d'afficher - loi du 29 juillet 1881 » fréquentes sur les murs de villes françaises depuis la loi du 29 juillet 1881. Quelques jours plus tard, cette phrase, est prononcée le 23 mai comme une boutade à la question d'un journaliste semblant remettre en cause le droit de manifester.
Cette phrase n'apparait plus ensuite distinctement avant le 6 décembre 1978, quand Serge July l'utilise dans  un éditorial de Libération titré « Il est interdit d'interdire, y compris pour les femmes » dans Libération, qui accuse des féministes de vouloir constituer « des embryon de nouvelles ligues de vertu » après deux campagnes, l'une contre les violeurs qui a entrainé une aggravation de leurs condamnations et l'autre contre l'hebdomadaire Détective qui a abouti à son interdiction à l'affichage et à la vente aux mineurs,, issue saluée par Le Monde, qui affirme cependant que la répression ne suffira pas.

## Origine

### Auteur
Le slogan « Il est interdit d'interdire » a été lancé par Jean Yanne sur les ondes de RTL, comme une boutade. La date n'est pas connue.
Au cours des années 1960, Jean Yanne anime sur RTL une émission de radio humoristique chaque dimanche matin,.
Cette phrase moqueuse est dite dans une période plus générale où il se déclare fier de ne pas faire grève et d'exécrer autant les policiers que les adolescents sur les barricades selon le regard porté a posteriori par ses biographes car il « aime rire des CRS » mais «  trouve beaucoup à se moquer des slogans des étudiants et des rêveurs », ce qui entraîne l'envoi de lettres de protestation au directeur des programmes de RTL.

### Méthode d'écriture
La phrase est dotée d'un sujet indéfini (« il ») et construite, selon Emilie Née, maître de conférences en linguistique à l'Université Sorbonne Nouvelle (Paris III) sur un polyptote, c’est-à-dire une figure de style utilisant la répétition de plusieurs mots de même racine, permettant de rebondir sur un propos dans un but rhétorique ou de créer des jeux de mots.

## Documents

### Documents photographiques
Le 18 mai 1968, la phrase écrite a été photographiée sur un mur en très gros caractères sous une forme différente de celle choisie par Jean Yanne, en préférant la formule « Défense d’interdire », qui renvoie à une autre photo, celle d'un graffiti détournant l'inscription « défense d'afficher ». Ce sont les deux seules photos de Mai 68 évoquant cette phrase « Défense d’interdire ». Il n'existe pas de photo d'époque de la phrase « Il est interdit d'interdire ! ».
La première a été prise le 18 mai par l'AFP à la Sorbonne selon le document de l'AFP, qui ne précise pas le nom du photographe. L'autre photo d'époque n'est pas datée.

### Le document audio du 22 mai
L'expression est utilisée à nouveau comme une boutade, dès les premiers mots de la réponse à une question d'un journaliste de l'ORTF, le 22 mai 1968. La question du journaliste portait sur l'éventualité d'une interdiction par la préfecture de police de la manifestation dont le Syndicat des enseignants de l'Université, le SNES Sup, avait déjà annoncé la tenue lors d'une conférence de presse et qui a lieu dans la soirée. La personne qui répond est Alain Geismar, responsable de ce syndicat. Il rappelle ensuite d'emblée que cette manifestation vise à protester contre la mesure d'interdiction de séjour en France de son ami Daniel Cohn Bendit. Alain Geismar veut ainsi interdire une chose très précise: l'interdiction de séjour de Cohn-Bendit. Il rappelle au passage que son syndicat a toujours appelé à des manifestations pacifiques et note qu'au cas où des violences surviendraient les militants étudiants n'en seraient pas la cause.
Selon Émilie Née, cette phrase sera ensuite associée à l'expression de la jeunesse mais ces 5 mots sont tout d'abord utilisés « ponctuellement » par Alain Geismar pour « contrer les réactions du pouvoir à la mobilisation étudiante ».
De toutes les manifestations parisiennes de Mai 68, c'est celle qui réunira le moins de manifestants, 3000 à 4000 à ses débuts au départ, la fontaine Saint-Michel, puis 5000 au plus fort, selon le quotidien Le Monde. Peu après son annonce, la CGT faisait connaître qu'elle désapprouvait cette manifestation et mettait en garde les travailleurs « contre cette nouvelle provocation », écrit alors le journal, en détaillant la liste des slogans qui reviennent le plus souvent durant cette « marche », encadrée par le service d'ordre de l'UNEF:
- « Nous sommes tous des étrangers ! »[18];
- « Nous sommes tous des juifs allemands ! »[18];
- « De Gaulle interdit de séjour ! »[18];
- « Ce n'est qu'un début. Continuons la lutte ! »[18];
- « La censure est dans la rue ! »[18];
- « À l'Assemblée ! »[18];
- « Révolution ! »[18].

Les manifestants sont encadrés par le service d'ordre jusqu'à minuit sans incident jusqu'à 22h30. Par la suite, « plusieurs centaines de jeunes gens sont demeurés groupés et ont harcelé les forces de l'ordre par des jets de projectiles, jusque vers 4 heures du matin », relate le journal.

### Autres slogans relatifs aux problématiques des libertés en 1968
Cinquante ans après Mai 68, le quotidien Libération a compilé 685 slogans dont la grande majorité provient de photos, d’affiches d'époque ou de livres de recension publiés peu après. D’autres viennent de la presse ou de travaux universitaires. Les mots « libre » ou « liberté » reviennent dans 23 des 685 slogans. Parmi eux :
- « Chacun est libre d’être libre » ;
- « Un homme n'est pas stupide ou intelligent : il est libre ou il n'est pas » ;
- « La liberté d’autrui étend la mienne à l’infini » (citation attribuée à l'anarchiste Bakounine);
- « CRS, SS » ;
- « CRS = bons à rien » ;
- « CRS = esclave-traître » ;
- « Tout ce qui est discutable est à discuter. »[19]
- « Il est interdit d'interrompre » sur un mur du grand hall à Sciences Po Paris[20].

## Historiographie
Cette phrase ne figure sur aucune des 415 affiches se référençant à Mai 68 accompagnées d'un slogan, et ne fait pas partie de la longue liste des slogans qui ont joué rôle en Mai 68, selon le sociologue Jean-Pierre Le Goff. Une grande partie d'entre eux, répertoriés dans des livres et des collections d'affiches, a pourtant trait à la liberté d'expression à l'ORTF et sur les murs.
Elle ne figure pas non plus dans le petit livre rouge Les murs ont la parole (Tchou) paru dès 1968 et publié par un journaliste, Julien Besançon, qui relève ces inscriptions dans la capitale et à Nanterre. Julien Besançon avait déjà fait monter l’audience d’Europe 1 en juin 1967 couvrant la Guerre des Six Jours. À partir du 13 mai 68, de retour d'Afghanistan où il avait suivi le premier ministre Georges Pompidou, il a couvert en direct les affrontements au Quartier latin,
Le premier média à reproduire cette phrase est Le Monde, en 1973, mais probablement confondue avec la boutade de Jean Yanne et noyée au sein d'une liste d'une vingtaine d'autres slogans, tous traités à égalité.
Puis l'expression d'origine, « Défense d'interdire », refait surface en 1997 dans un livre de photos.

## Signification
Cette phrase désigne avant tout la liberté d'expression, personnelle ou collective, selon le philosophe Roger-Pol Droit, liberté qui pourra ensuite aller jusqu'à la possibilité de marcher sur les pelouses, dessiner sur les murs, se dénuder à loisir, comme dans le cas des Femen. Mais selon lui, elle ne peut en aucun cas aller plus loin car s'il devenait interdit d'interdire le meurtre, l'inceste, le harcèlement, les violences, les injures et les tortures… alors le monde ne serait plus humain.
En Mai 68, un slogan « Il est interdit d'interrompre » est aussi relevé sur un mur dans le grand hall à Sciences Po Paris, toujours dans le domaine de la liberté d'expression. Pour l'historienne Ludivine Bantigny, en Mai 68, « la critique des mandarins dans les universités ou les hôpitaux n’empêchait pas les étudiants de respecter leurs enseignants » et il était plus question de « réfléchir à des pédagogies actives » que de critiquer « toute idée d’autorité ».
Pour l'archiviste et chercheur Jean-Philippe Legois, membre du GERME (Groupe d'études et de recherche sur les mouvements étudiants), le caractère « incantatoire » de ce type de phrase en général pourrait « manifester surtout une recherche d'expression, de dialogue et de débat ». La référence est pour lui la liberté d'expression sur les murs, et de manifestation dans les rues. Trente ans après les événements de Mai 68, Michel Louis Lévy utilisera cette phrase comme titre d'un livre sur les graffitis muraux de Mai 68, également dans le sens de ne pas respecter l'inscription « Défense d'afficher », héritée de la loi de 1881 sur la presse.
Selon Henri Weber, un des dirigeants de Mai 68, « On a fait dire beaucoup de sottises » dans la presse à ce graffiti, car il y avait en fait beaucoup d'interdits lors de Mai 68, le vol et le viol, dans les établissements occupés, tout comme le vandalisme dont aucune trace n'a jamais été retrouvée lors des nombreuses manifestations, même dans les beaux quartiers, compte tenu de services d'ordre nombreux et organisés.

## Postérité

### L'affiche de la ville de Liège
La formule sera également déclinée beaucoup plus tard en affiche lors d'une exposition organisée par la Ville de Liège en 2011-2012.
Mais elle ne figure sur aucune des 415 affiches de Mai 1968 répertoriées par le photographe Jean-Paul Achard, à partir de l'exposition organisée en mai et juin 2018 à l'école des Beaux-Arts de Paris.

### L'émission de télévision
Interdit d'interdire est une émission de débat télévisé diffusée depuis le 27 septembre 2018 sur RT France et présentée par Frédéric Taddeï. À l'image de l'ancienne émission Ce soir (ou jamais).

### Détournement par la publicité commerciale
Le slogan sera repris et détourné par la publicité commerciale.
En 2004, les supermarchés Leclerc ont réclamé une modification de la loi Galland, qui fixe les relations entre distribution et industriels et demandé à l'agence de publicité Australie une campagne titrée "il est interdire d’interdire de vendre moins cher", évoquant les événements de Mai 68, car ils « illustrent les valeurs de combat, de militantisme », selon Romain Vuillerminaz, un des concepteurs de la campagne,.
Pour cette campagne, trois affiches de l'atelier des Beaux-Arts de 1968 ont été retenues et redessinées, mais aucune des trois ne montre le slogan "Il est interdit d'interdire", qui ne faisait pas partie des affiches de l'atelier des Beaux-Arts de 1968. L'une montrait un code-barres sur un bouclier du CRS, un deuxième une usine remplacée par des boîtes de conserve empilées, la troisième un groupe d'ouvriers en colère, poing levé, remplacé par un groupe de consommateurs. Le peintre et illustrateur Jacques Carelman, auteur d'une des trois, a réclamé une indemnisation.

### L'interprétation des années 2000, dans le sens de la sexualité
À partir des années 2000, cette phrase sera parfois associée à la notion de « libération sexuelle », contestée par les sociologues, qui lui préfèrent la notion de « Révolution sexuelle, tout en considérant qu'il s'est agi dans les faits et les discours plutôt d'une évolution de longue haleine.
Dans son « Rapport sur le comportement sexuel des Français » paru en 1972, qui place pourtant pour la première fois en France la sexualité au cœur des enquêtes sociologiques et de la réflexion politique, le médecin Pierre Simon, ne mentionne ni Mai 68 ni la notion de libération sexuelle,.
Les années 2000 voient la naissance d'un discours sur une « libération sexuelle liée à Mai 68 », controversé sur le plan historique. Selon l'historienne Michelle Zancarini-Fournel, ce slogan est l'un des quelques-uns qui ont été « instrumentalisés par la droite et l’extrême droite pour former une image repoussoir de 68 » alors que le problème de la sexualité « n’a quasiment pas été abordé lors des assemblées générales dans les universités ». Selon cette historienne, il est important de « distinguer les représentations qui se sont imposées au cours des décennies qui ont suivi 1968 et les pratiques réelles de l’époque. ».
Cette phrase, tout comme une autre attribuée par erreur à la période et aux mouvements principaux de Mai 68 (Vivre sans temps mort, jouir sans entraves, qui date en fait de 1966) sera parfois associée par erreur à la notion de « libération sexuelle » , contestée par les sociologues, qui lui préfèrent la notion de « Révolution sexuelle », et parlent plutôt plus souvent d'une évolution de longue haleine.
Lors de l'affaire Gabriel Matzneff de la fin 2019, la boutade de Jean Yanne est à nouveau brandie par Virginie Girod, docteure en histoire, pour déclarer sur France culture, sans les citer, qu'un « noyau dur d’intellectuels », aurait « défendu » la pédophilie au nom de ce slogan et celui Vivre sans temps mort, jouir sans entraves, dont la première partie est alors éludée.